# Khadir Ghaïlan
Abou'l-Abbas Ahmed El-Khadir ben Ali Ghaïlan (arabe : أبو العباس أحمد الخضر ابن علي غيلان, Abou'l-Abbas Aḥmad al-Khāḍir ibn ʻAlī Ghaylān), plus communément appelé Khadir Ghaïlan, connu en Europe sous le nom de Gayland (? - 1672), est un Raïs et un puissant chef militaire contrôlant une grande partie du Maroc jusqu'à la deuxième partie du XVIIe siècle. La montée en puissance de la dynastie alaouite met fin à son apogée, avant qu'il soit tué par Moulay Ismail le 2 septembre 1672.